# ファミリー☆ウォーズ
『ファミリー☆ウォーズ』は、2018年8月25日公開の日本映画。監督・阪元裕吾の商業映画デビュー作品。

## 概要
実際に起きた事件から着想を得て作られたとされるブラックコメディ作品。
芸大在学中にゆうばり国際ファンタスティック映画祭や学生残酷映画祭などでグランプリを受賞してきた阪元裕吾の大学卒業後の初監督作品で、キングレコードのホラー映画レーベルが主催するイベント「第5回 夏のホラー秘宝まつり 2018」のオープニング作品として、キングレコードの出資を受けて製作が行われている。
「第5回 夏のホラー秘宝まつり 2018」の上映作品のひとつとして、キネカ大森、シネマスコーレ、シアターセブンの3館で2018年8月25日より上映。また、同イベントでは、監督の阪本がカナザワ映画祭に出品した過去作品『ハングマンズ・ノット』も初めて一般上映された。
主演は「第5回 夏のホラー秘宝まつり 2018」のイメージガール「ホラー秘宝ガール」に抜擢された、アイドルグループ・月蝕GISELLe21の土許麻衣。

## ストーリー
祖父、父親、母親、長女、次女、長男、次男の7人家族の福島家が舞台。認知症を発症した祖父・伸介がドライブ中に近所の子供を轢き殺し、その子供の死体を福島家に持ち込んだことから明るかった家庭が崩壊する。家族一丸になって伸介に餅を食べさせて殺そうとするが、次第に無関係の周辺の人々をも巻き込んだ、家族同士の殺し合いに発展する。

## キャスト
- 福島真弓：土許麻衣 - 主演、長女、4人組アイドルのメンバー
- 福島雅宗：海道力也 - 父親、雅宗環境開発株式会社経営者
- 福島美代子：うみのはるか - 母親、専業主婦
- 福島伸治：松本卓也 - 次男、セフレを家に連れ込む
- 福島奈央：上のしおり - 次女、不登校
- 福島アキヤ：吉井健吾 - 長男、アイドルオタク
- 福島伸介：田中義則 - 祖父、ボケている

- 松岡龍斗：安田ユウ
- 松岡真央：辻凪子 - 龍斗の妻
- 林：鳴瀬聖人 - 龍斗の手下
- 鳴瀬：林夏輝[7] - 龍斗の手下
- 神保誠：阪元裕吾 - 龍斗の手下
- 教祖：ひと:みちゃん
- 信者の行岡：井上雅貴[8]
- 信者の田所：でん一徳
- 信者の佐々木：上田弘治
- 信者の大坂：大坂健太
- 成宮茂雄：みーさん
- 警察官：上西雄大
- 松岡紫梨(シェリー)：たなかつぐみ
- 松本メグ：岩田そら - 伸治のセフレ

- アイドルA：小池史真
- アイドルB：前田朋子
- アイドルC：西垣紫野

- 直樹：片山直樹[9] - 咲に寝取られた奈央の彼氏
- 二宮咲：藤井愛稀[10] - 奈央の親友
- 医者：細井学
- ダッチワイフの沙莉：しののめしなの

- 松木元逆：能塚昌幸 - 隣人

## スタッフ
- 助監督：大坂健太、内藤大貴
- 特殊メイク：快歩
- 衣装：藤井翔平
- 制作助監応援：鳴瀬聖人、安田雄一郎
- 清音：池田紗月
- VFX：廣賢一郎、佃光
- ロケ地協力・劇中車協力・宿泊場所提供：雅宗環境開発
- 挿入歌：月蝕GISELLe21『うつぼかずら』『紅い薔薇』
- 脚本協力：吉井健吾
- SPECIAL THANKS：小林勇貴
- 制作：キングレコード
- プロデューサー：山口幸彦
- 配給・宣伝：ブラウニー、山下幸洋、橋本絵真、鈴木幸重
- 撮影・編集・脚本・監督：阪元裕吾